# Combat de la Creu Coberta
El Combat de la Creu Coberta es lliurà el 3 de setembre de 1713 i fou un dels episodis del setge de Barcelona durant la Guerra dels Catalans (1713-1714), la darrera campanya militar de la Guerra de Successió Espanyola a Catalunya.

## Antecedents
El 14 de març de 1713 a Utrecht els plenipotenciaris de Carles d'Àustria firmaren el «Conveni per a l'evacuació de Catalunya». Aquest tractat fou ratificat el 22 de juny de 1713 pels representants de Felip V i Carles d'Àustria en el «Conveni de l'Hospitalet», que establia la fi de la guerra per l'1 de juliol de 1713. Però malgrat el tractat els Tres Comuns de Catalunya —institucions d'autogovern catalanes— convocaren una Junta General de Braços de Catalunya que el 9 de juliol de 1713 proclamà unilateralment que continuaven la guerra contra Felip V i contra França. Evacuades les tropes austriacistes, ocupada quasi tota Catalunya per les tropes borbòniques, i reduïts els resistents a Barcelona, els Tres Comuns alçaren ràpidament l'exèrcit de Catalunya nomenant-ne per general comandant Antonio de Villarroel.
Finalment el 25 de juliol de 1713 les tropes borbòniques al comandament del duc de Pópoli van arribar davant les muralles de Barcelona. Tot seguit Pópoli va sol·licitar l'obediència de la ciutat a Felip V, sol·licitud rebutjada el mateix dia. Davant la impossibilitat de prendre Barcelona a l'assalt per la manca d'artilleria pesant que pogués abatre les muralles i limitat per les carències tècniques i tàctiques de les tropes de Felip V, Popoli va adoptar l'estratègia que des de feia segles s'havia seguit en els setges als quals s'havia sotmès Barcelona. Va bloquejar la ciutat per terra i va centrar el millor de les seves tropes a la conquesta de la fortalesa de Montjuïc des de la qual, una vegada presa, podria obligar a la rendició de la ciutat.

## Batalla
Per tal de retardar les operacions d'aproximació borbòniques al convent de Santa Madrona, el General Villarroel organitzà un atac als reductes del sector de Sants. Comandà l'atac el Coronel Marquès de les Naves amb 250 soldats de línia dels regiments de Santa Eulàlia i de la Concepció; 100 fusellers de muntanya de Sant Vicenç Ferrer. Les forces austriacistes partiren de Santa Madrona i desferen els reductes borbònics, tot endinsant-se en el cordó de bloqueig. L'avenç català mobilitzà tot el quarter borbònic de Sants, i va obligar els assetjats a retirar-se cap a les seves línies. La retirada s'efectuà per la Creu Coberta on el general Villarroel observava l'operació, el qual mobilitzà la cavalleria de Badia i el Penxadet per auxiliar les forces que es replegaven.

## Conseqüències
El combat de la Creu Coberta permeté retardar l'avenç borbònic i posar a prova les recentment alçades unitats militars.
Aquesta victòria no va impedir que els borbònics estrenyessin el dogal a l'entorn de Montjuïc i que desembocà en el Combat del Convent de Santa Madrona.